# Olivier Tébily
Olivier Tébily (Abiyán, Costa de Marfil, 19 de diciembre de 1975), exfutbolista marfileño, naturalizado francés. Jugaba de defensa.

## Selección nacional
Ha sido internacional con la Selección de fútbol de Costa de Marfil, ha jugado 18 partidos internacionales.

## Clubes
| Club             | País       | Año       |
| ---------------- | ---------- | --------- |
| Chamois Niortais | Francia    | 1993-1998 |
| Châteauroux      | Francia    | 1998-1999 |
| Sheffield United | Inglaterra | 1999      |
| Celtic           | Escocia    | 1999-2002 |
| Birmingham City  | Inglaterra | 2002-2008 |
| Toronto FC       | Canadá     | 2008      |

## Palmarés

### Campeonatos nacionales
| Título                     | Club      | País    | Año  |
| -------------------------- | --------- | ------- | ---- |
| Copa de la Liga de Escocia | Celtic FC | Escocia | 2000 |
| Copa de la Liga de Escocia | Celtic FC | Escocia | 2001 |
| Premier League de Escocia  | Celtic FC | Escocia | 2001 |
| Copa de Escocia            | Celtic FC | Escocia | 2001 |
| Premier League de Escocia  | Celtic FC | Escocia | 2002 |

- Datos: Q1381817